# Dov'è Jack?
Dov'è Jack? (Where's Jack?) è un film del 1969 diretto da James Clavell.
Gli interpreti principali sono Tommy Steele (Jack Sheppard), Stanley Baker (Jonathan Wild), Alan Badel (The Lord Chancellor), Fiona Lewis (Edgworth Bess Lyon).
Ispirato dalla storia di Jack Sheppard, ladro realmente esistito a Londra nei primi decenni del XVIII secolo e divenuto leggenda.

## Trama
Jack è un apprendista fabbro e a causa di un ricatto inizia a rubare. Incarcerato diverse volte riuscirà ad evadere rocambolescamente sino al compimento della sua parabola (il patibolo). Sorprendente il finale.